# Heart no Kuni no Alice – Wonderful Wonder World
Heart no Kuni no Alice – Wonderful Wonder World (jap. ハートの国のアリス ~Wonderful Wonder World~, Hāto no Kuni no Arisu – Wonderful Wonder World, dt. „Alice im Herzland – Wunderbare Wunderwelt“) ist ein japanisches Ren’ai-Adventure von QuinRose aus dem Jahre 2007, das ursprünglich für Windows entwickelt und veröffentlicht wurde. Später folgten Portierungen auf die Plattformen PlayStation 2 und PlayStation Portable. Zum Spiel erschien auch eine Manga-Serie des japanischen Zeichners Sōmei Hoshino sowie diverse Light Novels.

## Handlung
Der Zynikerin Alice wird von ihrer Schwester Lorina die Geschichte von Alice im Wunderland erzählt. Kurz darauf schläft Alice im Garten ein. Im Traum – so glaubt sie – erscheint ihr das „weiße Kaninchen“ Peter White, ein Mann mit weißen Hasenohren. Peter White entführt Alice durch ein Loch im Erdboden ins Wunderland, wo er ihr einen Trank aus einem Fläschchen einflößt. Daraufhin verschwindet Peter, wobei er ihr das leere Fläschchen hinterlässt.
Durch die Flüssigkeit wird Alice dazu gezwungen, an einem Spiel teilzunehmen: Jedes Mal, wenn sie auf einen Bewohner des Wunderlandes trifft, füllt sich das Fläschchen ein wenig. Um wieder nach Hause zu kommen, muss es vollständig gefüllt sein. Alice muss sich in die Angelegenheiten der Bewohner des Wunderlandes einmischen, das von einem Mafiaclan, der Herzkönigin und dem Inhaber eines Vergnügungsparks regiert wird, die untereinander verfeindet sind. Alice begibt sich auf eine gefahrvolle Reise, auf der sie allerhand skurrilen Figuren begegnet.

## Charaktere
Alice Liddell (アリス＝リデル)
Alice Liddell ist die Protagonistin der Spielereihe Wonderful Wonder World. Sie ist im Gegensatz zum Original viel erwachsener und realistischer, doch äußerlich orientiert sie sich stark an der Vorlage. Da sie ihr Exfreund verlassen hat, hat sie keinerlei Bedürfnis, sich zu verlieben, obwohl ein Wunderlandbewohner nach dem anderen Alice seine Liebe gesteht.
Ace
Ace ist der Gehilfe und ein guter Freund des Uhrmachers Julius Monrey. Er ist ein Herzritter und somit ein Untergebener der Herzkönigin. Ace ist stets gut gelaunt, verfügt aber über keinen guten Orientierungssinn und verläuft sich ständig. Trotz seiner fröhlichen Erscheinung ist er ein sehr ernster, verzweifelter Charakter, der versucht, aus seiner Rolle auszubrechen. Er ist ein guter Kämpfer und trägt ein großes Schwert.
Blood Dupre (ブラッド＝デュプレ)
Blood Dupre ist die Verkörperung der Figur Verrückter Hutmacher aus Alice im Wunderland. Er ist der Anführer der Hutmacher-Bande, eines Mafia-Clans. Er ähnelt dem Exfreund der Hauptfigur Alice, allerdings nur äußerlich. Blood Dupre ist ein zwiespältiger Charakter. Er ist äußerst charmant, greift aber schnell zum Maschinengewehr. Langeweile kann der Mafia-Boss nicht ausstehen. Er trinkt für sein Leben gerne schwarzen Tee. Seine Markenzeichen sind eine weiße Jacke und ein origineller Hut.
Dee und Dum
Dee und Dum sind an Tweedledum and Tweedledee angelehnte, sadistische Zwillinge, die als Wächter vor den Toren Blood Dupres stehen. Sie sind zwar sehr jung, haben aber für ihr Alter eine ausgesprochene Vorliebe für Waffen aller Art.
Boris Airay (ボリス＝エレイ)
Die Grinsekatze Boris Airay lebt im Vergnügungspark, der Merry Go Round gehört. Er ist sehr abenteuerlustig und liebt Rätsel und Waffen. Boris ist im Punk-Stil gekleidet und hat eine Menge Piercings.
Elliot March (エリオット＝マーチ)
Elliot March ist der Märzhase in Wonderful Wonder World. Er ist ein Mitglied der Hutmacher-Bande, deren Anführer Blood Dupre ist, der ihn aus dem Gefängnis befreit hat. Elliot March hat, wie auch Peter White, Hasenohren. Dennoch ist er davon überzeugt, kein Hase zu sein. Seine Begründung ist einfach: Er möge ja keine Karotten, er wäre nur verrückt nach Karottengerichten.
Julius Monrey
Der Uhrmacher Julius Monrey lebt im Uhrenturm. Dieser ist das einzige neutrale Gebiet im gesamten Wunderland. Er erklärt Alice die Regeln des Spiels und erläutert, wie das Wunderland funktioniert. Er ist ein introvertierter, ruhiger und bodenständiger Charakter, der selten Emotionen zeigt. Er wird auch Leichenbestatter genannt, weil er die Uhrenherzen der Wunderländer reparieren muss, damit das Spiel weitergehen kann. Ohne ihn hätte das Wunderland schon längst keine Bewohner mehr, da alle sehr schnell die Waffen ziehen.
Mary Gowland
Mary Gowland (vom Hutmacher Merry Go Round genannt) schämt sich für seinen Namen. Seit Blood Dupre diesen der Öffentlichkeit preisgab, sind er und Mary verfeindet. Er mag den Uhrmacher Julius Monrey, weil er einer der wenigen ist, die ihn nicht wegen seines Namens ärgern. Mary ist der Besitzer des Vergnügungsparks im Wunderland und somit der Chef von Boris. Er lässt sich immer neue Attraktionen für seine Gäste einfallen, ist ein Liebhaber der Musik, hat jedoch kein besonderes musikalisches Talent.
Vivaldi
Die Herzkönigin wird in Wonderful Wonder World Vivaldi genannt. Sie verhängt gerne drakonische Strafen und liebt Teepartys. Sie ist, wie Blood Dupre, ein Freund des schwarzen Tees. Sie veranstaltet für ihr Leben gern Teepartys auf dem Herzschloss. Außerdem sammelt sie heimlich Kuscheltiere, wovon nur einige ihrer Zofen und Alice wissen. Sie redet von sich immer in der Mehrzahl, also im Pluralis Majestatis.
Peter White
Peter White ist Minister auf dem Herzschloss und Vivaldis Stellvertreter. Als weißes Kaninchen entführt er Alice ins Wunderland, um sie dort in das Spiel zu verwickeln. Er ist in Alice verliebt und versucht alles, um ihre Zuneigung zu erlangen. Er ist sehr eifersüchtig. Peter kann sich in menschliche und tierische Form verwandeln und nutzt das gerne aus, um Alice als kleines, kuscheliges Kaninchen nahe zu sein.
Nightmare Gottschalk
Nightmare wird als Herr des Albtraums bezeichnet. Er besitzt die Fähigkeit, die Herzen anderer Wesen zu lesen. Außerdem kann er in ihre Träume gelangen und sich so mit ihnen unterhalten. Er ist sehr kränklich und hilft Peter White, Alice im Wunderland zu behalten.

## Veröffentlichungen

### Computerspiel
Das Spiel vom Entwickler QuinRose erschien am 14. Februar 2007 für Windows. Am 18. September 2008 folgte eine Portierung auf die PlayStation 2 und am 30. Juli 2009 für die PlayStation Portable durch das Unternehmen Prototype.
Am 25. Dezember 2007 erschien die Fortsetzung Clover no Kuni no Alice – Wonderful Wonder World (クローバーの国のアリス ~Wonderful Wonder World~) und am 31. Oktober 2009 eine weitere namens Joker no Kuni no Alice – Wonderful Wonder World (ジョーカーの国のアリス ~Wonderful Wonder World~), beide für Windows.

### Manga
Basierend auf dem Spiel wurde ab 2008 im japanischen Manga-Magazin Comic Blade Avarus beim Verlag Mag Garden der Manga Heart no Kuni no Alice – Wonderful Wonder World von QuinRose×Sōmei Hoshino (QuinRose×ほしの 総明) veröffentlicht. Im Dezember 2010 wurde die Serie mit sechs Bänden abgeschlossen. Zu verschiedenen Charakteren erschienen weitere Mangas mit jeweils in sich abgeschlossenen Geschichten. Bisher erschienen insgesamt 27 Bände.
Einzelbände:
- Wonderful Wonder World -the country of clubs-: Bloody Twins
- Wonderful Wonder World -the country of clubs-: Knight of Heart
- Wonderful Wonder World -the country of hearts-: The Clockmaker

Reihen:
- Wonderful Wonder World -the country of clubs-: Cheshire Cat (7 Bände)
- Wonderful Wonder World -the country of clubs-: Jokerland Dreams (3 Bände)
- Wonderful Wonder World -the country of clubs-: White Rabbit (3 Bände)
- Wonderful Wonder World -the country of hearts-: Mad Hatter (2 Bände)
- Wonderful Wonder World -the country of clubs-: Black Lizard (3 Bände)

In Nordamerika veröffentlicht der US-amerikanische Manga-Verlag Tokyopop die Serie. In Deutschland erscheint die Serie als Wonderful Wonder World seit April 2010 bei Tokyopop in 17 Bänden.
Außerdem existieren Spinoffs, die bisher nur in Japan veröffentlicht wurden. Mamenosuke Fujimaru (藤丸 豆ノ介) arbeitete 2009 an der Geschichte Clover no Kuni no Alice. Die Serie wurde vom Verlag Ichijinsha im Magazin Comic Zero-Sum veröffentlicht. Zwischen dem 25. August und 25. Dezember 2009 erschienen die Kapitel in die drei Sammelbänden. Am 25. August 2009 erschien außerdem Fujimarus Anthologie-Band Ren’ai Otogibanashi – Toy Box (恋愛おとぎ話~Toy Box~). Am 25. Dezember 2009 erschien von Atsuki Ryokuka (アツキ緑化) ein weiterer Anthologie-Band namens Ren’ai Otogibanashi – Happy Assort (恋愛おとぎ話～ハッピー・アソート~).
In Mag Gardens Magazin Comic Blade Avarus erschien 2009 das Spinoff Heart no Kuni no Alice – My Fanatic Rabbit (ハートの国のアリス -My Fanatic Rabbit-) von QuinRose×Delico Psyche (QuinRose×彩景 でりこ). Eine Veröffentlichung als Sammelband war für Sommer 2009 geplant, erschien jedoch nicht.